# Pamela May
Pamela May, nata Doris May (San Fernando, 30 maggio 1917 – Birmingham, 6 giugno 2005), è stata una ballerina trinidadiana naturalizzata britannica.

## Biografia
Pamela May nacque a San Fernando nel 1917 da genitori britannici e nel 1921 la famiglia tornò in Inghilterra. All'età di sedici anni fu ammessa alla Sadler's Wells Ballet School, dove fu educata da Ninette de Valois. Nel 1934 fece il suo esordio con il Vic-Wells Ballet e dal 1946 al 1952 fu prima ballerina del Royal Ballet.
All'età di trentacinque anni smise di danzare ruoli da protagonista, ma rimase con il Royal Ballet per altri trent'anni come danzatrice caratterista. Parallelamente all'attività sulle scene insegnò alla Royal Ballet School dal 1954 al 1977. Nel corso della sua carriera danzò in occasione delle prime di numerosi balletti di Frederick Ashton e Ninette de Valois. 
Dopo la morte del primo marito, ucciso in azione durante la seconda guerra mondiale, May si risposò con Charles Gordon, con cui rimase fino alla morte. Ebbe un figlio da ciascun matrimonio.